# Immission
Immission (von lateinisch immittere „hineinschicken, -senden“) bezeichnet im Umweltrecht und in der Ökologie vor allem das Einwirken von Gefahrstoffen, Lärm, Schmutz, Strahlung und weiteren Emissionen auf die Umwelt. Veraltet steht Immission auch für die Einsetzung in ein Amt.

## Umweltgesetzgebung
Immission bedeutet bezüglich der Umweltgesetzgebung Einwirkung von Störfaktoren aus der Umwelt auf Mensch und natürliche Umwelt. Der Ausstoß aus der Quelle wird Emission genannt. Jede Immission kann folglich auf einen oder mehrere Emittenten oder Emissionen zurückgeführt werden.
Das Bundes-Immissionsschutzgesetz (BImSchG) umfasst allgemeine Grundlagen und Regelungen zum Schutz von Menschen sowie Tieren, Pflanzen und Sachen vor Luftverunreinigungen, Geräuschen, Erschütterungen, Licht, Wärme, Strahlen und ähnliche Umwelteinwirkungen. Immissionen sind nach § 3 Abs. 2 BImSchG auf Menschen, Tiere und Pflanzen, den Boden, das Wasser, die Atmosphäre sowie Kultur- und sonstige Sachgüter einwirkende Luftverunreinigungen, Geräusche, Erschütterungen, Licht, Wärme, Strahlen und ähnliche Umwelteinwirkungen.
In der Umweltgesetzgebung wird unterschieden zwischen Grenzwerten, Richtwerten und Orientierungswerten.

### Grenzwerte
Das Ausmaß einer stofflichen Immission wird durch die Immissionskonzentration angegeben. Um schädliche Wirkungen durch Immissionen auf Mensch und Umwelt zu verhindern, gibt es für bestimmte Stoffe und Umweltmedien Immissionsgrenzwerte. Besonders weit entwickelt ist die Gesetzgebung bei den Umweltmedien Luft und Wasser.
Immissionsgrenzwerte spielen in Deutschland insbesondere eine Rolle im Lärmschutz und in der Luftreinhaltung nach dem Bundes-Immissionsschutzgesetz.

### Richtwerte
Ein Richtwert ist eine unverbindliche Empfehlung, die z. B. bei der Planung von Sportanlagen gilt, um benachbarte Wohngebiete vor einer Belästigung durch Lärm zu schützen. Richtwerte für Sportanlagen sind in der Sportanlagenlärmschutzverordnung zu finden.
Immissionsrichtwerte sind zu unterscheiden von den Richtwerten für Innenräume, die aus Gesundheits- und Arbeitsschutzgründen festgelegt werden.

## Nachbarrecht
Wesentliche Beeinträchtigungen durch die Zuführung von Gasen, Dämpfen, Gerüchen, Rauch, Ruß, Wärme, Geräuschen, Erschütterungen und ähnlichen von einem anderen Grundstück ausgehende Einwirkungen kann ein Grundeigentümer nachbarrechtlich gemäß § 906 BGB abwehren.
Der öffentlich-rechtliche Nachbarschutz vor unzumutbaren Immissionen wird vor allem durch das baurechtliche Gebot der Rücksichtnahme verwirklicht.